# Текес (село)
Текес (каз. Текес) — село в Райымбекском районе Алматинской области Казахстана. Административный центр Текесского сельского округа. Находится примерно в 68 км к востоку-юго-востоку (ESE) от села Кеген, административного центра района, на высоте 1766 метров над уровнем моря. Код КАТО — 195869100.

## Население
В 1999 году население села составляло 4569 человек (2315 мужчин и 2254 женщины). По данным переписи 2009 года, в селе проживало 4406 человек (2171 мужчина и 2235 женщин).